# Baix Asir
Baix Asir fou una subregió d'Asir (al seu torn una subregió de la Tihama)
El Baix Asir i l'Alt Asir formaven junts una subregió anomenada Mikhlaf, que era part de la Tihama, però al segle xix en quedar dividida la zona políticament, es va implantar el nom Baix Asir (no utilitzat localment) en oposició a l'Asir al-Sarat donat a l'Alt Asir, ja que la confederació d'al-Sarat estava establerta en aquesta zona.
El Baix Asir fou part dels dominis dels xerifs del Mikhlaf (la Tihama central, coneguda com a Tihamat al-Asir) coneguts modernament com a xerifs d'Asir (denominació anacrònica) i en realitat xerifs del Mikhlaf. El 1801 l'Alt Asir va formar un estat separat sota influència wahhabita (vegeu emirat de l'Alt Asir) i els xerifs van continuar governant al Baix Asir amb capital a Abu Arish i foren coneguts com a emirs o xeics d'Abu Arish. El 1830 van cedir Sabya a un religiós que va fundar l'estat dels idríssides d'Asir (normalment anomenats idríssides del Iemen en oposició als idríssides del Magreb o idríssides del Marroc). El 1872 els otomans van annexionar Abu Arish, i llavors fou l'emirat de Sabya el que en endavant va ser conegut com a emirat del Baix Asir.